# Liutfrid IV de Sundgau
Liutfrid IV, segundo hijo de Liutfrid III, fue el sucesor de su hermano Hugo II en el condado de Sundgau hacia 884; era miembro de la línea de los Liutfriden, una rama de la familia noble de los Eticónidas.

## Biografía
Liutfrid parece haber tomado originalmente solo la parte italiana de la herencia de su padre, mientras que su hermano Hugo estaba establecido en el Jura y el Alto Rin. Liutfrid estuvo al sur de los Alpes probablemente al servicio de Luis II de Italia.
Después de la muerte de Luis II en 875, al final del documento fechado en febrero de 876 en Pavía en ocasión de la elección de Carlos el Calvo como rey de Italia, se encuentra que el conde Liutfrid intervino personalmente (Signum Liutfridi comitis).
En octubre de 879, el conde Liutfrid fue excomulgado por el papa Juan VIII por dos motivos: él y su mujer habían dado refugio a una monja de Plasencia, de nombre Gerlindis, probablemente una pariente, que se había fugado de su monasterio; por otra parte, se había apoderado de bienes que pertenecían a la emperatriz Engelberga, viuda de Luis II. Estos bienes estaban bajo la protección papal. La notificación de este acto llegó a los obispos del norte de Italia y nobles.
A estos testimonios de 876 y 879, el autor Eduard Hlawitschka aporta otro documento fechado en octubre de 879 mediante el cual un Luitfredus inlustris comes hace efectivo un intercambio de tierras. Para Hlawitschka, la identificación de Liutfrid IV con el conde de este nombre encontrado en Italia es una certeza probada por el nombre la propiedad cedida por Liutfrid a la Basílica di San Giovanni Battista de Monza durante este intercambio: esta propiedad se llamaría Abaalta y significaría la «colina de Aba»; se habría denominado así en honor a Aba, la esposa de Hugo de Tours. Pero la lectura Abaalta debería comprobarse sobre el manuscrito ya que el mismo Hlawitschka indica que la edición del Codex diplomaticus Longobardiae dice Ribaalta y no Abaalta. Por otra parte, resta asegurarse que según las reglas de la toponimia italiana, Abaalta realmente signifique «la colina de Aba». La fila de testigos de este certificado de cambio muestra también que Liutfrid, como descendiente del estrato más alto de una estirpe franca inmigrante, ayudó a asegurar esta parte del Imperio carolingio. Lo que llevó a reconocer en este personaje a Liutfrid IV, nieto de Hugo de Tours es el hecho de que estaba relacionado con la Basílica di San Giovanni Battista de Monza, de la que Hugo y Aba eran benefactores. Por otro lado, Liutfrid tenía una hija llamada Adelais que entregó a la Basílica di San Salvatore de Brescia, una abadía de mujeres de sólida reputación. 
Cuando su hermano Hugo murió, Liutfrid (probablemente favorecido por el control conjunto de todas las partes del Imperio bajo Carlos III) tomó el conglomerado de propiedades alsacianas heredadas y volvió al país de origen en el que su linaje había florecido, ya que Hugo parece no haber tenido progenie propia.
El 20 de septiembre 884, en efecto, el conde Liutfrid IV ya estaba en posesión del Vogtei de la abadía de Münster-Granfelden: es en esta fecha y conforme a su petición que el emperador Carlos III confirmó la consistencia de la mensa conventual de los monjes y, para acceder a la demanda de estos últimos, aumenta esta mensa con la adición de un caserío y dos pueblos.
La confirmación real de la mensa conventual en 866 había tenido lugar poco después de la muerte de Liutfrid III, y probablemente este acto se sitúa después de la muerte de Hugo, con motivo de la nominación de un nuevo abad laico. El sucesor, recibiendo este «honor» de abad laico como un favor real no puede oponerse a la disminución de la mensa abacial.
Este diploma de Carlos es la única mención absolutamente cierta de Liutfrid IV, pero al respecto algunos autores se permitieron abrir un paréntesis y pasar al ámbito de la hipótesis. Se trata no de inútiles especulaciones gratuitas, sino de hipótesis basadas en indicios serios, formuladas por los historiadores Franz Vollmer y Eduard Hlawitschka y completadas por Christian Wilsdorf. Proporcionan un eslabón importante en la historia de la familia.
Una bula de 1144 indica que un determinado Lutfredus había sido uno de los tres grandes benefactores de Sankt Trudpert, un pequeño monasterio situado en Freiburg im Breisgau, en uno de los valles de la Selva Negra. A mediados del siglo XIII, un falsificador muy hábil fabricó una donación supuestamente hecha en el año 902 por el conde Liutfrid.
Utiliza sin duda alguna actas previas al siglo XII, tal como lo revelan las fórmulas empleadas y la fonética de los nombres de lugar. Este Liutfrid es presentado allí como heredero de su hermano Hugo y tiene por hijos a Hunfried, Liutfrid, y Hugo; entrega a los monjes, entre otros, un bien situado en Sundhofen cerca de Colmar, posesión también mencionada en la bula. Esto corresponde a la vez con el hecho de que Liutfrid IV tomó la sucesión del Eticónida Hugo, así como lo muestra el diploma de 884 acerca de Münster-Granfelden, con el hecho de que un conde Liutfrid había jugado antes de 884 un papel en Italia, y finalmente con el hecho de que, hacia 913-933, un alsaciano, nacido en Italia y llamado Hunfried de Italia, tiene una gran propiedad en Sundhofen.
Liutfrid y sus tres hijos deben pues haber enriquecido a Sankt Trudpert en 902. Hunfried, el hijo mayor, incluso había nacido en Italia, lo que le valió la denominación de Hunfried de Italia. Por otra parte, la madre de Hunfried de Italia era originaria de Dettweiler. Ahora bien Hugo de Tours, el abuelo de Liutfrid IV, había adquirido un dominio en Dettweiler. No es difícil imaginar que los Eticónidas debían conocer a esta familia acaudalada de Dettweiler, de ahí la conclusión del matrimonio de Liutfrid IV.
La identificación de Hunfried, hijo del conde Liutfrid IV, con Hunfried de Italia parece confirmar la identificación de Liutfrid IV con el conde de este nombre que ocupaba una posición importante y que se sabe que estaba a veces en Italia y a veces fuera de Italia. Hunfried Italia es conocido por una venta que hizo a Richwin, obispo de Estrasburgo (913-933): se trata de catorce mansis y la mitad de los bienes situados en Hugsweier en Ortenau, en Carspach cerca de Altkirch y en Sundhofen cerca de Colmar.
Mediante un documento fechado el 6 de octubre de 885, Liutfrid hace una donación de propiedades en el área de Cremona al monasterio de Nonantola, donde se expresa: Ego quidem Litefridus gloriosus comes de comitatu Cremonensi, filius bone memorie Liutefrido comitis pro remedio anime mee... pero este documento ha sido reconocido como una falsificación.
La conexión de Liutfrid con Italia septentrional todavía se mantiene hacia el año 900. Liutfrid IV (o su hijo homónimo) es testimoniado en 902 como conde Liutfred/Leutfred en Pavía y Vercelli entre los fideles al emperador Luis III. Si también fue empleado en otras partes del Imperio, es una cuestión que debe quedar abierta.
Existe también material adicional relacionado con este Liutfrid al que debe agregarse un Liutfrid como obispo de Pavía, muerto hacia 874/75 y un Liutfrid como abad de Nonantola poco después de 850. El ordenamiento exacto de estos dos prelados en la familia de los Liutfriden no es factible por de pronto. No se conoce con certeza por cuánto tiempo los Liutfriden mantuvieron su posición italiana en el siglo X.

## Descendencia
No se conoce el nombre de la esposa de Liutfrid IV, pero esta es su descendencia:
1. Hunfried. Probablemente sea la misma persona que el Cuntpred mencionado detrás de Liutfrid en el Libro de la Confraternización de la abadía de Sankt Gallen.[20] Este príncipe se encuentra testimoniado en la carta de Liutfrid su padre, para la abadía de Sankt Trudpert, como el mayor de sus hijos, qui major est in illis natus. En este documento, Hunfried dona a este monasterio la propiedad de Königshofen,[21] hoy parte de la ciudad de Estrasburgo. Hunfried sin embargo no sucede a su padre, ya que parece haber muerto antes que él.
2. Liutfrid V, conde de Sundgau
3. Hugo, mencionado con sus otros dos hermanos, Liutfrid V y Hunfried, en la carta de Liutfrid su padre, para la abadía de Sankt Trudpert (902). En este documento, Hugo dona a este monasterio propiedad en Egisheim (Eigenesheim). Se cree que se hizo monje.
4. Adelais; monja en Brescia.[22]